# 芳垣宗久
芳垣宗久（よしがき むねひさ、1971年6月22日 - ）は、日本の占星術師。

## 経歴
1995年からプロ占星術師としての活動を開始、近年は小惑星や占星地図などを研究中。
2008年9月12日に占星術マガジン「GALACTIC CORE」を創刊した。

## 著書
- 完全マスター西洋占星術（説話社）※小惑星コラムを担当
- 愛の小惑星占星術（説話社）